# Sportlágueria Elektrón
Sportlágueria Elektrón (del ruso: Спортлагеря «Электрон») es un posiólok del raión de Tuapsé del krai de Krasnodar, en el sur de Rusia. Está situado en las estribaciones meridionales del extremo oeste del Cáucaso Occidental, en la orilla nororiental del mar Negro, 15 km al noroeste de Tuapsé y 94 km al sur de Krasnodar, la capital del krai. Tenía 6 habitantes en 2010.
Pertenece al municipio Novomijáilovskoye.

## Historia
El asentamiento deportivo Elektrón fue registrado como localidad del krai de Krasnodar el 15 de noviembre de 1977. El 1 de enero de 1987 contaba con 20 familias y 63 habitantes.

## Transporte
Por la localidad pasa la carretera federal M27.